# Borovnica (khu tự quản)
Khu tự quản Borovnica (tiếng Slovene: Občina Borovnica) là một khu tự quản ở vùng Nội Carniola của Slovenia. Trụ sở của khu tự quản này là khu dân cư Borovnica. Khu tự quản này nằm ở phía tây nam của thủ đô Ljubljana.